# Hylesinus varius
Jeśniak pstry, jesionowiec pstry, jesionowiec zmienny (Hylesinus varius) – gatunek owada z rzędu chrząszczy z podrodziny kornikowatych. Występuje w Europie, Afryce Północnej i na Kaukazie. 
Rójka
Przebiega w marcu do maja, rozmnaża się jednak przez prawie cały sezon wegetacyjny.
Wygląd
Larwa beznoga (jak u wszystkich kornikowatych), barwy białej, z ciemną głową. Poczwarka typu wolnego  barwy kremowej. Imago długości 2,5–3 mm. Kształt ciała  trójsegmentowy, krępy, walcowaty, barwy szarobrązowej  z ciemnymi, nieregularnymi wzorami.
Pokarm
Żeruje głównie na jesionie, gdzie tworzy klamrowate chodniki. Atakuje głównie świeżo ścięte i osłabione drzewa. Preferuje cienką korę młodych drzew.  
Znaczenie
Hylesinus varius jest główną przyczyną zamierania jesionów. Szczególnie jest groźny dla młodych drzew. Trudno zauważyć zasiedlanie jesionów przez tego owada, ponieważ nie widać trocinek tylko otwory wejściowe.